# Jadran Film
Jadran Film este un studio de producție și distribuție de film fondat în 1946 în Zagreb, Croația. În perioada cuprinsă între începutul anilor 1960 și sfârșitul anilor 1980, Jadran Film a fost unul dintre cele mai mari și mai notabile studiouri de film din Europa Centrală, cu aproximativ 145 de producții internaționale și în jur de 120 de producții iugoslave filmate la studio în acele trei decenii, inclusiv două filme câștigătoare la Oscar și adaptarea pentru marele ecran a lui Orson Welles din 1962 a romanului lui Franz Kafka Procesul. Cuvântul Jadran se referă la Marea Adriatică în limba croată. 
În cea mai mare parte a existenței sale, a fost unul dintre cele două studiouri de film principale ale cinematografiei iugoslave (împreună cu Avala Film din Belgrad) și a fost una dintre puținele companii de film care au jucat un rol major în istoria cinematografiei croate de după al doilea război mondial, împreună cu Croatia Film și Zagreb Film (care sunt cunoscute mai ales pentru filmele de animație). 
În anii 1990, compania a cunoscut o scădere puternică pe fondul destrămării Iugoslaviei, iar cea mai mare parte a proprietății companiei a fost vândută sau a fost privatiză ulterior. Compania continuă să producă filme, cu toate că producția cândva voluminoasă a studioului Jadran Film a scăzut doar la o mână de filme produse în fiecare an, în special filme croate și coproducții regionale.

## Istorie
Jadran Film a fost fondat în 1946 și a produs primul lor film în anul următor, filmul iugoslav al lui Nikola Popović din 1947, Živjeće ovaj narod. Platoul de filmare deținut de Jadran Film situat în cartierul Dubrava din Zagreb a fost curând separat într-o companie independentă numită Dubrava Film (care a fost reîncorporată ulterior în Jadran Film în 1962). Perioada cea mai de succes a studioului Jadran Film a fost în timpul conducerii lui Sulejman Kapić, al cărui asistent de lungă durată a fost producătorul de film Branko Lustig. 
Între anii 1960 -1990, Jadran Film a fost unul dintre cele mai mari și cunoscute studiouri de film din Europa Centrală, iar în cele trei decenii au fost filmate aproximativ 124 de lungmetraje iugoslave și 145 de coproducții internaționale. Primele producții internaționale filmate la studio au fost filmele biblice de categoria B produse la italieni la sfârșitul anilor 1950, mai ales premiera din 1960, David și Goliat, în care a jucat Orson Welles în rolul regelui Saul și Ivica Pajer ca regele David. 
Jadran Film a beneficiat de aceste coproducții timpurii, întrucât producătorii italieni au ajutat compania să înființeze o serie de departamente auxiliare, care au furnizat cascadori, cai, construcții de scenă și accesorii pentru filme istorice la scară largă, care erau foarte populare în acea vreme, așa că studiourile de film Jadran au început curând să fie folosite în mod obișnuit pentru filmarea scenelor care înfățișează Roma Antică, satele vikingilor, Ierusalimul sau Vestul Sălbatic. Un alt avantaj pe care Jadran Film îl avea era faptul că hotelurile locale erau considerabil mai ieftine în comparație cu alte părți din Europa, astfel încât Zagreb a devenit o alegere preferată pentru producțiile străine care implicau echipe mari de producție. 
Adaptările iugoslavo-germane ale seriei de cărți Winnetou, care au loc în Vestul Sălbatic, au fost unele dintre cele mai cunoscute producții realizate la Jadran Film. Seria, formată din 11 pelicule filmate între 1962 și 1968 în locuri din canionul râului Paklenica și la Grobnik, lângă Rijeka, au fost foarte populare în Germania la acea vreme și sunt considerate predecesoare ale genului Western spaghetti. Episoadele mai multor (mini)seriale TV americane din anii 1980 au fost, de asemenea, filmate la Zagreb de echipele de filmare de la Jadran, inclusiv Winds of War, The Dizen Dozen sau War and  Remembrance. 
Jadran Film a contribuit de asemenea la producția a două filme câștigătoare ale premiilor Oscar - drama din 1982 a lui Alan J. Pakula Alegerea Sofiei (cu Meryl Streep ) și filmul german Toba de tinichea (regia Volker Schlöndorff, câștigător al premiului Oscar din 1979 pentru cel mai bun film străin ), Acestea au fost ambele filmate parțial la Zagreb. Un alt film notabil co-produs de Jadran Film a fost adaptarea pentru marele ecran a lui Orson Welles din 1962 a romanului lui Franz Kafka The Trial, care a fost filmat în Zagreb și în care au jucat actorii Anthony Perkins, Jeanne Moreau și Romy Schneider. Apoi, în 1983, producătorul britanic Fuad Kavur a continuat la Jadran filmările la pelicula Memed Șoimul Meu, pentru că filmarea acestuia fusese interzisă în Turcia, unde are loc narațiunea romanului original.  Peter Ustinov a regizat și a jucat în acest film. În alte roluri au interpretat Herbert Lom, Denis Quilley și Michael Elphick.
La începutul anilor 1990, pe fondul căderii comunismului, destrămării Iugoslaviei și a viitorului război de independență al Croației, Jadran Film a pierdut majoritatea avantajelor pe care le oferea, iar producțiile de filme străine au început să se îndrepte spre alte țări post-comuniste care ar putea oferi tehnicieni și locații relativ mai ieftine față de producțiile occidentale. Jadran Film a înregistrat o prăbușire economică, numărul de angajați s-a redus de la 300 la 80, iar echipamentele și platourile de filmare deținute de companie au intrat în paragină, deoarece lucrările de întreținere au încetat efectiv. În plus, privatizarea companiei  a adus alte probleme. 
Terenul uriaș din Dubrava, în partea de est a Zagrebului, care a fost cândva folosit pentru producția de filme a fost vândut în anii 1990 și transformat într-un centru comercial. Circumstanțele acordului au fost descrise de mass-media ca plin de nereguli. La sfârșitul anilor 1990 și până în anii 2000, Jadran Film a continuat să se dezintegreze și a pierdut efectiv capacitatea de a susține mari coproducții care au fost cândva principala activitate a studioului. Cu toate acestea, compania a supraviețuit și a continuat să producă filme, dar producția s-a diminuat doar la o mână de filme croate în fiecare an, cu câteva coproducții internaționale limitate. 

## Filme notabile
- 1960 Semnale deasupra orașului (Сигнали над градом / Signali nad gradom), regia Žika Mitrović

### Coproducții internaționale
- The Trial (1962, regia Orson Welles)
- The Ravine (1968, regia Paolo Cavara)
- Atentatul de la Sarajevo (1975, regia Veljko Bulajić)
- Toba de tinichea (1979, regia Volker Schlöndorff)
- Alegerea Sofiei (1982, regia Alan J. Pakula)
- Memed Șoimul Meu, Memed, My Hawk (1983, regia Peter Ustinov)
- Încurcături la Vatican (Mio papa è Papa) (1991, regia Peter Richardson)
- Trenul terorii (Death Train, 1993), film TV, regia David Jackson
- Grbavica (2006, regia Jasmila Žbanić)
- The Hunting Party (2007, regia Richard Shepard)

### Câștigătorii Arenei de Aur
Mai jos este lista completă de filme produse de Jadran Film care au câștigat Arena de Aur pentru cel mai bun film, premiul principal de la Festivalul de Film de la Pula. Festivalul a acordat premiile naționale iugoslave în cinematografie (adică echivalentul local al Premiilor Oscar americane) de la înființarea sa în 1955 până în 1990. Datorită dezmembrării Iugoslaviei la începutul anilor 1990, a devenit un festival de premiere a filmului croat, din 1992. Un total de 11 filme Jadran Film au câștigat premiul în competiția iugoslavă, iar alte două au câștigat premiul din 1992. 
| An   | Film                                             | Regizor           | Note |
| ---- | ------------------------------------------------ | ----------------- | --- |
| 1958 | H-8                                              | Nikola Tanhofer   | |
| 1959 | Tren fără un orar (Vlak bez voznog reda)         | Veljko Bulajić    | Propunerea iugoslavă la Premiul Oscar pentru cel mai bun film străin la cea de-a 32-a ediție a premiilor Oscar |
| 1960 | Al nouălea cerc (Deveti krug) (Девети круг)      | France Štiglic    | Propunerea iugoslavă pentru cea de-a 33-a ediție a premiilor Oscar                                             |
| 1963 | Față în față (Licem u lice)                      | Branko Bauer      | |
| 1965 | Prometeul insulei (Prometej s otoka Viševice)    | Vatroslav Mimica  | |
| 1966 | Luni sau marți (Ponedjeljak ili utorak)          | Vatroslav Mimica  | |
| 1970 | Cătușe (Lisice)                                  | Krsto Papić       | |
| 1975 | Casa (Kuća)                                      | Bogdan Žižić      | |
| 1977 | Nu vă lăsați pe fereastră (Ne naginji se van)    | Bogdan Žižić      | |
| 1978 | Ocupația în 26 de poze (Okupacija u 26 slika)    | Lordan Zafranović | Propunerea iugoslavă pentru cea de-a 51-a ediție a premiilor Oscar                                             |
| 1981 | Căderea Italiei (Pad Italije)                    | Lordan Zafranović | |
| 1995 | Isprani                                          | Zrinko Ogresta    | Propunerea croată pentru cea de-a 68-a ediție a premiilor Oscar                                                |
| 1999 | Când morții încep să cânte (Kad mrtvi zapjevaju) | Krsto Papić       | |

## Legături externe
- Site web oficial
- Jadran Film la Internet Movie Database
- Jadran Film la Film.hr